# Diechomma
Diechomma là một chi nhện trong họ Linyphiidae.

## Các loài
Các loài trong chi này gồm:
- Diechomma exiguum (Millidge, 1991)
- Diechomma pretiosum Millidge, 1991